# Patrimoni dell'umanità dell'Eritrea
I patrimoni dell'umanità dell'Eritrea sono i siti dichiarati dall'UNESCO come patrimonio dell'umanità in Eritrea, che è divenuta parte contraente della Convenzione sul patrimonio dell'umanità il 24 ottobre 2001.
Al 2022 un solo sito è iscritto nella Lista dei patrimoni dell'umanità: Asmara: una città modernista africana, scelta nel 2017 in occasione della quarantunesima sessione del comitato del patrimonio mondiale. Una è anche la candidatura per una nuova iscrizione.

## Siti del Patrimonio mondiale
| Foto | Sito                                  | Luogo  | Tipo                     | Anno | Descrizione |
| ---- | ------------------------------------- | ------ | ------------------------ | ---- | --- |
|      | Asmara: una città modernista africana | Asmara | Culturale (1550; ii, iv) | 2017 | Situata a oltre 2000 m sul livello del mare, la capitale dell'Eritrea si è sviluppata a partire dal 1890 come avamposto militare della potenza coloniale italiana. Dopo il 1935, Asmara subì un programma di costruzione su larga scala applicando l'idioma razionalista italiano dell'epoca a edifici governativi, edifici residenziali e commerciali, chiese, moschee, sinagoghe, cinema, hotel, ecc. Il sito comprende l'area della città frutto di varie fasi di pianificazione tra il 1893 e il 1941, nonché i quartieri indigeni non pianificati di Arbate Asmera e Abbashawel. È un esempio eccezionale dell'urbanistica del primo modernismo all'inizio del XX secolo e della sua applicazione in un contesto africano. |

## Siti candidati
| Foto | Sito                           | Luogo                 | Tipo                     | Anno       | Descrizione |
| ---- | ------------------------------ | --------------------- | ------------------------ | ---------- | --- |
|      | Paesaggio culturale di Cohaito | Distretto di Adi Keyh | Culturale (5600; iii, v) | 02/03/2011 | L'antico paesaggio culturale di Cohaito è caratterizzato da un'elevata densità di siti archeologici risalenti al 700 a.C. circa. La maggior parte dei siti archeologici si riferiscono a un esteso insediamento iniziale sull'altopiano nel periodo tra il II e il VII secolo d.C. contemporaneamente all'ascesa del regno axumita. Cohaito, una città-giardino circondata da molte città e borghi, era una delle principali destinazioni del commercio tra Adulis e Axum. |